# Andrea Čunderlíková
Andrea Čunderlíková (ur. 6 maja 1952 w Pradze) – czeska aktorka.
W pamięci polskich telewidzów pozostaje jako pielęgniarka Ina z serialu telewizyjnego Szpital na peryferiach (1977 i 1981). Zagrała również w jego kontynuacji pt. Szpital na peryferiach po dwudziestu latach (2003).
Jest matką tenisistki Sandry Kleinovej.